# Team Hell No

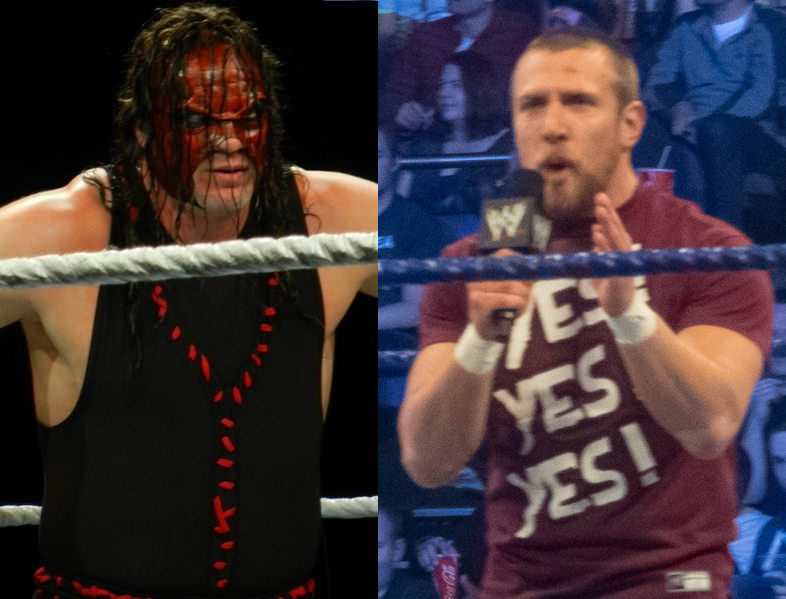
Team Hell No（左為Kane，右為Daniel Bryan）

Team Hell No，是一個職業摔角團隊，效力於世界娛樂摔角旗下，主要於WWE Raw及WWE SmackDown節目中活躍。Team Hell No成立於2012年9月10日。
在Team Hell No的摔角事業中，Team Hell No曾是一次的WWE雙打冠軍（肯恩和丹尼爾·布萊恩一次）。